# Doctor Who
Doctor Who este un serial TV științifico-fantastic produs de BBC. Programul descrie aventurile unui Time Lord (Lord al Timpului), care își spune  „The Doctor” și călătorește în timp și spațiu cu nava lui, TARDIS, care este camuflată ca o cabină telefonică de poliție din 1960.
Împreună cu asistenții săi călătorește în timp și spațiu și salvează lumea de diferite pericole.
Serialul este prezent în Guinness World Records ca fiind cel mai lung serial science fiction din lume și de asemenea este o parte semnificativă a culturii populare britanice devenind un serial idol favorit în lumea întreagă. Este recunoscut pentru poveștile pline de fantezie, efecte speciale ingenioase cu buget redus și pentru pionierat în muzica electronică (produsă original de BBC Radiophonic Workshop). În Marea Britanie și în alte părți, programul a devenit un cult favorit de televiziune și a influențat generații de oamenii de televiziune din Marea Britanie, mulți dintre ei vizionând serialul în copilărie. A fost recunoscut de critici și de public ca fiind unul dintre cele mai bune programe de televiziune din Marea Britanie, primind în anul 2006 premiul BAFTA pentru „Cel mai bun serial de dramă”.
Programul inițial a fost difuzat între anii 1963-1989. După o încercare nereușită de a revigora producția cu un backdoor-pilot, sub forma unui film de televiziune în 1996, programul a fost relansat cu succes în 2005, produs in-house de BBC Wales in Cardiff. Doctor Who are de asemenea spin-off-uri, Torchwood orientat către o audiență adultă și The Sarah Jane Adeventures orientat către copii. Altele sunt K-9 and Company, K-9, Doctor Who Confidential sau Totally Doctor Who
Al unsprezecelea Doctor a fost interpretat de către Matt Smith. În sezonul 6 difuzat în Marea Britanie începând cu 23 aprilie 2011, Karen Gillian joacă rolul asistentei. Un episod special de Crăciun a fost difuzat în 2008 (The Next Doctor), urmat de patru episoade speciale în 2009/2010 (11.04.2009 – The Planet of the Dead; 15.11.2009 – The Waters of Mars; 25.12.2009, 01.01.2010 – The End of Time).  
Sezonul al șaptelea a avut 14 episoade și a fost difuzat în 2012. Al doisprezecelea Doctor este portretizat de Peter Capaldi. Sezonul al optulea  al noului serial Doctor Who va fi difuzat în perioada 23 august 2014 - 8 noiembrie 2014, având și un episod special de Crăciun 2014. Acum in 2018 doctorul este portretizat de Jodie Whittaker al 13 lea doctor. Primul episod al seriei cu nr 11 va fi publicat in luna Octombrie. 

## Personaje

### Doctorul
Ca lord al timpului,Doctorul putea să-și regenereze corpul înainte de a muri, până în prezent s a regenerat de 15 ori.
Pe 8 mai 2022, a fost anunțat că Ncuti Gatwa va prelua locul lui Jodie Whittaker în rolul celui de-al paisprezecelea doctor, făcându-l primul actor de culoare care va fi titlul serialului.
| Doctorul                  | Jucat de              | Durata       |
| ------------------------- | --------------------- | ------------ |
| Primul Doctor             | William Hartnell      | 1963-1966    |
| Al doilea Doctor          | Patrick Troughton     | 1966-1969    |
| Al treilea Doctor         | Jon Pertwee           | 1970-1974    |
| Al patrulea Doctor        | Tom Baker             | 1974-1981    |
| Al cincilea Doctor        | Peter Davison         | 1981-1984    |
| Al șaselea Doctor         | Colin Baker           | 1984-1986    |
| Al șaptelea Doctor        | Sylvester McCoy       | 1987-1989    |
| Al optulea Doctor         | Paul McGann           | 1996         |
| Doctorul Războiului       | John Hurt             | 2013-2013    |
| Al nouălea Doctor         | Christopher Eccleston | 2005         |
| Al zecelea Doctor         | David Tennant         | 2005-2010    |
| Al unsprezecelea Doctor   | Matt Smith            | 2010-2013    |
| Al doisprezecelea Doctor  | Peter Capaldi         | 2013-2017    |
| Al treisprezecelea Doctor | Jodie Whittaker       | 2017-prezent |

Jo Martin- doctorul alternativ - 2020

## Legături externe
- Doctor Who: A Brief History Of Time (Travel) – a production history of Doctor Who
- The Doctor Who Reference Guide – synopses of every television episode, novel, audio drama, comic strip and spin-off video based on the series
- Doctor Who Online
- Gallifrey Base
- BroaDWcast – Doctor Who transmissions around the World
- Doctor Who TV
- Doctor Who (1963) at Internet Movie Database
- Doctor Who (1996) at Internet Movie Database
- Doctor Who (2005) at Internet Movie Database
- Doctor Who (1963) la TV.com
- Doctor Who (2005) la TV.com